# Réserve naturelle régionale de la zone humide du moulin de Velving et Téterchen
La réserve naturelle régionale de la zone humide du moulin de Velving et Téterchen (RNR218) est une réserve naturelle régionale située en Lorraine dans la région Grand Est. Classée en 2009, elle occupe une surface de 92 hectares et protège des zones humides dans la Nied.

## Localisation

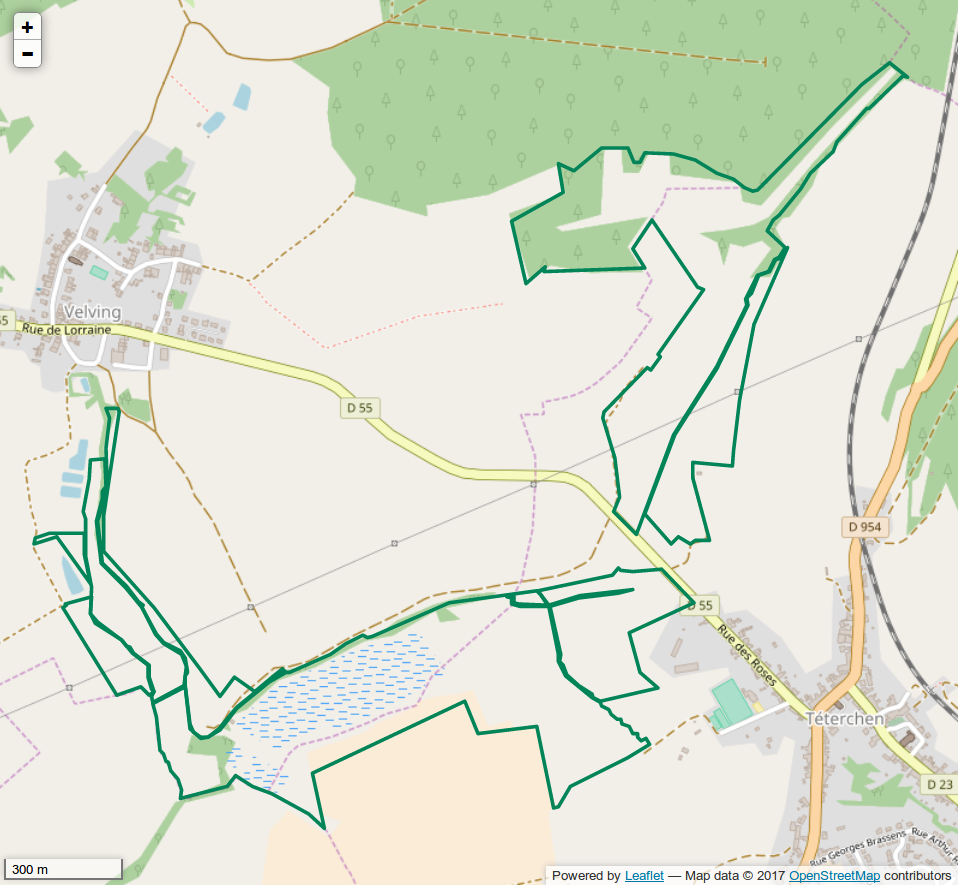
Périmètre de la réserve naturelle.

Le territoire de la réserve naturelle est situé dans le département de la Moselle, dans le pays de Nied, sur les communes de Téterchen et Velving, à 10 km au nord-est de Boulay-Moselle. Il est composé de deux secteurs de part et d'autre de la D55 joignant Téterchen et Velving et comprend le cours du ruisseau du Bruchbach.

## Histoire du site et de la réserve
La zone de Téterchen est inscrite depuis 1982 dans l'inventaire national des ZNIEFF.
Le site naturel a été acheté en 2008 par le Conservatoire d'espaces naturels de Lorraine.
Le site était bordé de prairies humides jusque dans les années 1950. Par suite de la déprise agricole, les roselières et boisements ont progressivement envahi les prairies.
En 2009, le Conseil régional de Lorraine classe le site en réserve naturelle régionale (RNR) ce qui constitue la sixième RNR de Lorraine.

## Écologie (biodiversité, intérêt écopaysager…)
Présentant un ensemble de zones humides sur près de 100 ha d'un seul tenant, le site est reconnu d'intérêt régional. Les milieux qui le composent sont un marais calcaire (20 ha), un complexe de zones humides (16 ha) et des prairies humides. La tourbière calcaire, dans la partie amont est un habitat européen prioritaire. On note également sur les hauteurs l'existence d'une pelouse calcaire relictuelle.

### Flore
On trouve sur le site plus de 100 espèces de plantes supérieures. On peut noter par exemple l'Épipactis des marais, l'Orchis à larges feuilles, l'Orchis incarnat ou la Succise des prés.
Le Scirpe glauque observé dans les années 1980 n'a pas été retrouvé en 2008.

### Faune
Le site accueille 82 espèces d'oiseaux nicheuses parmi lesquelles le Busard des roseaux, la Pie-grièche écorcheur, le Tarier des prés, le Pic cendré, le Bouvreuil pivoine, le Torcol fourmilier, le Faucon hobereau, le Milan noir. Des espèces en migration fréquentent également le site : Héron pourpré, Rousserolle turdoïde, Martin-pêcheur d'Europe.
Les amphibiens comptent 7 espèces. Pour les reptiles on trouve la Couleuvre à collier.
Les invertébrés comptent plus de 100 espèces comme la Mante religieuse. On compte 18 espèces de libellules dont l'Agrion de Mercure. 

## Intérêt touristique et pédagogique
Pour le moment aucun sentier n'existe sur la réserve mais un chemin bordé d'une haie permet de se rendre jusqu'au cœur de la réserve.

## Administration, plan de gestion, règlement
La réserve naturelle est gérée par le Conservatoire d'espaces naturels de Lorraine. À noter que l'étang a été vidé en 2010. Des travaux de recréation d'une mosaïque de zones humides sont en cours de réalisation. 
Le plan de gestion du site a été validé par le Conseil Scientifique Régionale du Patrimoine Naturel le 29 juin 2011. 

### Outils et statut juridique
La réserve naturelle a été créée par une délibération du Conseil régional de Lorraine du 27 novembre 2009 pour une durée de 12 ans reconductible.